# إدوارد سانت جون
إدوارد سانت جون هو محام بالقضاء العالي وسياسي أسترالي، ولد في 15 أغسطس 1916 في Boggabri ‏ في أستراليا، وتوفي في 24 أكتوبر 1994 في سيدني في أستراليا. نشط حزبياً في الحزب الليبرالي الأسترالي. وقد انتخب عضو مجلس النواب الأسترالي ‏ عن دائرة Division of Warringah ‏ (26 نوفمبر 1966 – 25 أكتوبر 1969).